# Berliner Familienportal
Das „Berliner Familienportal“ ist ein von der Berliner Senatsverwaltung für Bildung, Jugend und Familie betriebenes Online-Portal, das sich gezielt an Berliner Familien, Eltern, Erziehungspersonen und Fachkräfte aus dem Bereich Erziehung und Sozialarbeit richtet. Es bietet darüber hinaus Informationen, die auch für Personen außerhalb Berlins relevant sind.

Das Logo des Berliner Familienportals

## Geschichte
Die Berliner Senatsverwaltung für Bildung, Jugend und Familie hat 2012 den Berliner Beirat für Familienfragen damit beauftragt, ein Informationsportal für Familien zu entwickeln und zu betreuen. Während der Entwicklungsphase arbeiteten viele unterschiedliche Akteurinnen und Akteure gemeinsam an der Frage, wie sich am besten ein breites Informationsangebot für Familien in Berlin schaffen lässt. Das Familienportal ging im Sommer 2014 online.

## Hintergrund
Bis Ende 2022 begleitete ein Redaktionsbeirat den Betrieb des Portals. Der Beirat bündelte berlinweit alle relevanten Informationen und Angebote für Familien und brachte sie in das Portal ein.
2023 ging die redaktionelle Verantwortung für das Familienportal Berlin an die Senatsverwaltung für Bildung, Jugend und Familie über. Nach einer öffentlichen Ausschreibung wird die Senatsverwaltung seit 2023 durch die Agentur ressourcenmangel integral aus Dresden bei der inhaltlichen und technischen Betreuung unterstützt.
Im gleichen Jahr wurde damit begonnen, die Inhalte des Portals grundlegend zu überarbeiten. Im Mai 2024 startete die Berliner Senatorin für Bildung, Jugend und Familie, Katharina Günther-Wünsch die mehrsprachige Kampagne „Berliner Familienportal – Macht Elternsein leichter“, um die Bekanntheit des Portals bei den Bürgerinnen und Bürgern zu steigern.
Das Familienportal arbeitet eng mit der „ElternMail Berlin“ zusammen. Die online und als Printprodukt erscheinende ElternMail bietet Informationen rund um das Familienleben. Das Angebot ist kostenlos und informiert über das Wichtigste zur aktuellen Entwicklung eines Kindes und gibt praktische Hinweise zu unterstützenden Angeboten für Eltern und Erziehungspersonen in Berlin.

### Inhalte
Das Berliner Familienportal bietet unabhängige und werbefreie Informationen rund um das Elternwerden und Familienleben in Berlin. Inzwischen sind über 100 Artikel zu verschiedenen Aspekten rund um das Familienleben online. Dabei geht es unter anderem um Familienplanung, Kinderbetreuung, Schule und Ausbildung. Das Familienportal bietet zudem eine große Datenbank an Hilfs- und Unterstützungsangeboten bei psychischen Problemen, bei Gewalt in der Familie und anderen Notlagen.
Daneben verfügt das Portal über einen umfangreichen Veranstaltungskalender für Familien. Hier können Anbieter aus und um Berlin Veranstaltungen einstellen lassen.

### Ähnliche Angebote
Neben dem Land Berlin bieten auch die Länder Bayern, Hamburg, Mecklenburg-Vorpommern und Nordrhein-Westfalen ähnliche Angebote an. Auf Bundesebene betreibt das Bundesministerium für Familie, Senioren, Frauen und Jugend ein Portal für Familien.